# Valdecoxib
Valdecoxib este un medicament din clasa coxibilor, ce a fost utilizat în tratamentul osteoartritei, artritei reumatoide dar și a durerilor menstruale, nerecomandat bolnavilor cu antecedente alergice la AINS. Produsul medicamentos se numește Bextra, a fost produs de Pfizer și a fost retras din circulație în anul 2005 datorită posibilității crescute de a induce atacuri de cord, accidente vasculare cerebrale și formarea a cheaguri de sânge.
În anul 2009, Bextra a fost subiectul "celui mai mare acord amiabil într-un proces de fraudă în industria medicală, și a celei mai mari amenzi penale a tuturor timpurilor", Pfizer plătind un total de 2,3 miliarde $ în amenzi civile și penale.

## Utilizare
Încă de la înregistrare, utilizarea sa a fost în tratamentul artritei, durerii menstruale și a altor boli de natură osoasă.
Valdecoxib a fost de asemenea folosit, împotriva recomandărilor admise de FDA, pentru controlul durerii acute și a anumitor forme de dureri post-chirurgicale. 

## Efecte adverse și retragerea de pe piață
În data de 7 aprilie 2005, Pfizer a retras Bextra de pe piața Statelor Unite, citând un risc crescut de atac de cord, risc crescut de atac cerebral și risc de reacție cutanată severă, posibil fatală. Alte efecte secundare raportate au fost angină pectorală și sindrom Stevens-Johnson.
Evenimentul a venit în urma atenției crescute acordate anumitor AINS, cum ar fi rofecoxib, ce are efecte secundare asemănătoare.